# Lições de um Salvamento
Lições de um Salvamento é um filme brasileiro de 2020, do gênero drama, com roteiro de Aderaldo Miranda e direção de Joel Áuves.
O elenco do longa-metragem é estrelado por André Mattos, Flaviano Oliveira, Michelle Bitencourt, Rodrigo Anjos e o próprio Aderaldo Miranda.
O diretor Joel Áuves também faz uma participação especial no filme, interpretando o personagem John.
Lições de um Salvamento nasceu da proposta de contribuição à Marinha do Brasil no que se refere à Segurança do Tráfego Aquaviário, além da responsabilidade da instituição pela execução da nobre tarefa na realização de salvamentos no mar por meio da operação SAR.

## Sinopse
O enredo do filme expõe uma aventura naval em uma embarcação de grande porte da Marinha brasileira que tem a notável tarefa de realizar um salvamento em alto-mar. Um barco pesqueiro, sob o comando de Almiro Rosa (Flaviano Oliveira), afastado do continente, emite sinais de emergência e seus tripulantes são resgatados após quatro dias pelo navio comandado por Lucas Evangelista (Aderaldo Miranda), um militar que deixou para trás divergências conjugais com sua esposa e busca uma forma de reaproximação. Enquanto isso, em terra firme, Antenor (André Mattos) e sua cúmplice Priscila (Michele Bitencourt) agenciam e traficam mulheres. O que o vilão Antenor não imagina é que Lucas está "na sua cola". E mesmo se passando por um humilde pescador, o criminoso é preso com o apoio do militar.